# Heteroskedasticita

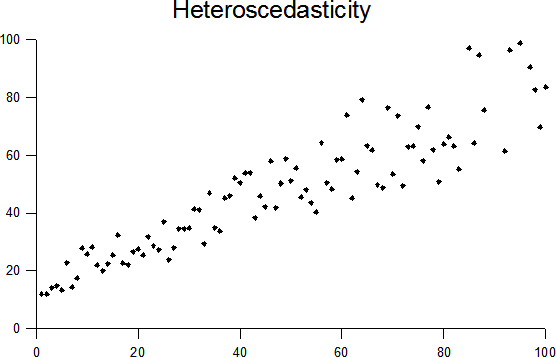
Graf ukazující heteroscedastická data.

Heteroskedasticita nebo heteroskedastičnost ve statistice je definovaná tak, že podmíněný rozptyl náhodné veličiny není konstantní, (je nehomogenní).
Posloupnost náhodných veličin je heteroskedastická, pokud její prvky mají různou variabilitu (rozptyl).
Za přítomnosti heteroskedascity je nutné pro odhad regresních parametrů při aplikaci lineární regrese užít váženou metodu nejmenších čtverců